# Curtara latera
Curtara latera är en insektsart som beskrevs av Delong och Freytag 1976. Curtara latera ingår i släktet Curtara och familjen dvärgstritar. Inga underarter finns listade i Catalogue of Life.